# Station Diou
Station Diou is een spoorwegstation in de Franse gemeente Migny. Het station is gesloten.